# Kauko Karvonen
Pour les articles homonymes, voir Karvonen.
Temple de la renommée finlandais : 1985
Kauko Karvonen (né le 14 juin 1895 à Lappohja en Finlande - mort le 23 octobre 1948 à Helsinki en Finlande) est le premier président de la fédération finlandaise de hockey sur glace.
Il a également été membre du comité olympique finlandais de 1934 à 1938.
En 1985, il est devenu le Jääkiekkoleijona (« Lion du hockey sur glace ») numéro un du temple de la renommée du hockey finlandais.